# Монетный двор Японии
Монетный двор Японии (яп. 独立行政法人 造幣局 Докурицу Гёсэй Ходзин Дзохэйкёку) — японское государственное учреждение, подведомственное правительству страны, с головным офисом в Осаке и филиалами в Сайтаме и Хиросиме.
Среди первых актов правительства Мэйдзи было создание Монетного двора Японии как конструктивный шаг в сторону модернизации денежного обращения Японии. В начале периода Мэйдзи банкноты первоначально печаталась Dondorf & Naumann в Германии. Произведённые в Европе банкноты проверялись и скреплялись печатью в специальном подразделении (Banknote Annex Office) Министерства финансов. Предложение о строительстве предприятия для производства банкнот было представлено Большому Государственному Совету в мае 1874 года, строительство было одобрено в декабре того же года. Двухэтажное здание из красного «западного» кирпича было построено в октябре 1876-го.
В течение десятилетий сфера деятельности монетного двора расширилась и стала включать в себя производство наград для Японии, Маньчжоу-го, Мэнцзяна и прочих государств-марионеток, металлических художественных объектов, анализ металлических руд и минералов, сертификация изделий из драгоценных металлов (установка проб).
На наградах, обычно, ставили клеймо «M».
В 2003 году монетный двор получил статус объединённого государственного учреждения (Incorporated Administrative Agency).
В 2016 году токийский филиал монетного двора был перемещён в город Сайтама.